# 露西冰川
露西冰川（英語：Lucy Glacier）是南極洲的冰川，從南極高原發源，向東南面流經萊爾德高原和地質學家嶺，最終注入尼姆羅德冰川，該冰川取名自新西蘭探險隊測量員。
82°24′S 158°25′E / 82.400°S 158.417°E